# Généralisation de Pica
La généralisation de Pica est une analyse linguistique selon laquelle les propriétés des pronoms réfléchis peuvent être dérivées de leurs propriétés morphologiques. Elle porte le nom du linguiste français Pierre Pica.

## Contexte
À partir du milieu des années 1980, l’idée même d’une grammaire universelle est, dans le cadre de la grammaire générative, étayée par un certain nombre de travaux effectués en Europe autour de Richard Kayne, alors professeur à l’Université Paris VIII. Ces travaux tentent de dériver les observations faites dans le cadre de travaux classiques d'Otto Jespersen et certains résultats de la typologie fonctionnelle de Joseph Greenberg.
Une importance toute particulière est alors portée à l’étude des anaphores et en particulier des relations entre pronoms réfléchis et antécédents. Les études indo-européennes ont en effet montré que les réfléchis sont souvent liés à des antécédents en fonction de sujet, et peuvent être enchâssés dans des compléments de verbe d’attitudes propositionnelles (voir la notion de réfléchi indirect en latin traitée en termes d'énonciation par Jean-Claude Milner.
Dès la fin des années 1980, l’accroissement exponentiel du nombre de langues étudiées autour de  Noam Chomsky et de Ken Hale (dont les travaux portent sur des familles de langues peu étudiés dans ce cadre à l’époque, comme le japonais, le navajo ou le warlpiri) permettent à la fois la formulation d’un certain nombre de paramètres et de découvrir un certain nombre de généralités empiriques parfois inattendues.

## Les travaux de Pierre Pica
C’est dans cet esprit que, développant une analyse générale des pronoms réfléchis, à partir d’une étude détaillée des langues scandinaves et romanes, Pierre Pica avance plusieurs propositions qui reviennent toutes  à  s’opposer à l’analyse alternative qui revient à traiter les réfléchis « à longue distance » comme des phénomènes ne faisant pas partie de la grammaire universelle, ou en termes de paramètres.
Cette analyse et les nombreux travaux auxquels elle a donné lieu a en particulier permis de dériver les axiomes suivants (dont l’ensemble ou partie est parfois appelé généralisation de Pica :
1. Un réfléchi ne peut avoir un antécédent en dehors de sa phrase que s'il est morphologiquement simple (monomorphémique).
2. Un réfléchi morphologiquement complexe (bimorphémique) est lié à l’intérieur de sa phrase.
3. Un réfléchi lié à longue distance (en dehors de sa phrase) n’est « lié » que par un sujet.
4. Un réfléchi clitique n’est jamais « lié » en dehors de sa phrase.

Ces axiomes reviennent à dire que les propriétés des réfléchis indirects sont liées à leur morphologie et rejoignent l'esprit du programme minimaliste selon lequel un certain nombre de paramètres peuvent
être réduits à des propriétés (morphologiques) des éléments linguistiques.
Leur validité à travers des familles de langues très différentes est aujourd’hui reconnue, et la portée de ces travaux  étayée par les observations faites dans des cadres plus empiriques,.